# Aeroportul Window Rock
Aeroportul Window Rock (IATA: RQE, ICAO: KRQE, FAA LID: RQE) este un aeroport din Arizona, Statele Unite ale Americii ce deservește zona Window Rock. A fost numit după zona deservită.
Situat la o altitudine de 2.055 m, aeroportul dispune de 1 pistă.

## Infrastructură

### Piste
Aeroportul dispune de o singură pistă. Pista 02/20 are suprafața de asfalt și dimensiunile 7.000 picioare × 75 picioare. 